# Gabriel Andersson i Falskog
Gabriel Andersson (i riksdagen kallad Andersson i Falskog), född 24 september 1809 i Fristads socken, död 26 maj 1889 i Rångedala socken, var en svensk riksdagsman i bondeståndet.
Andersson företrädde Ås och Gäsene härader av Älvsborgs län vid riksdagarna 1850–1851 och 1853–1854. Gabriel Andersson efterträdde Anders Andersson i Klådde från och med 18 januari 1854. Hans fullmakt är dock dagtecknad redan den 28 december 1853.
Vid riksdagen 1850–1851 var han suppleant i allmänna besvärs- och ekonomiutskottet. Under den följande riksdagen 1853–1854 var han suppleant i statsutskottet och i förstärkta bankoutskottet